# Fezko
Fezko byla továrna ve Strakonicích, vyrábějící hlavně fezy a barety a od roku 1993 i textilii pro dopravní prostředky. Založili ji bratři Fürthovi v roce 1812, i když první fez byl vyroben už v roce 1807. Po 2. světové válce byla továrna znárodněna a 1997 privatizována. Od vzniku zde existovaly dvě společnosti (s odlišným IČO).

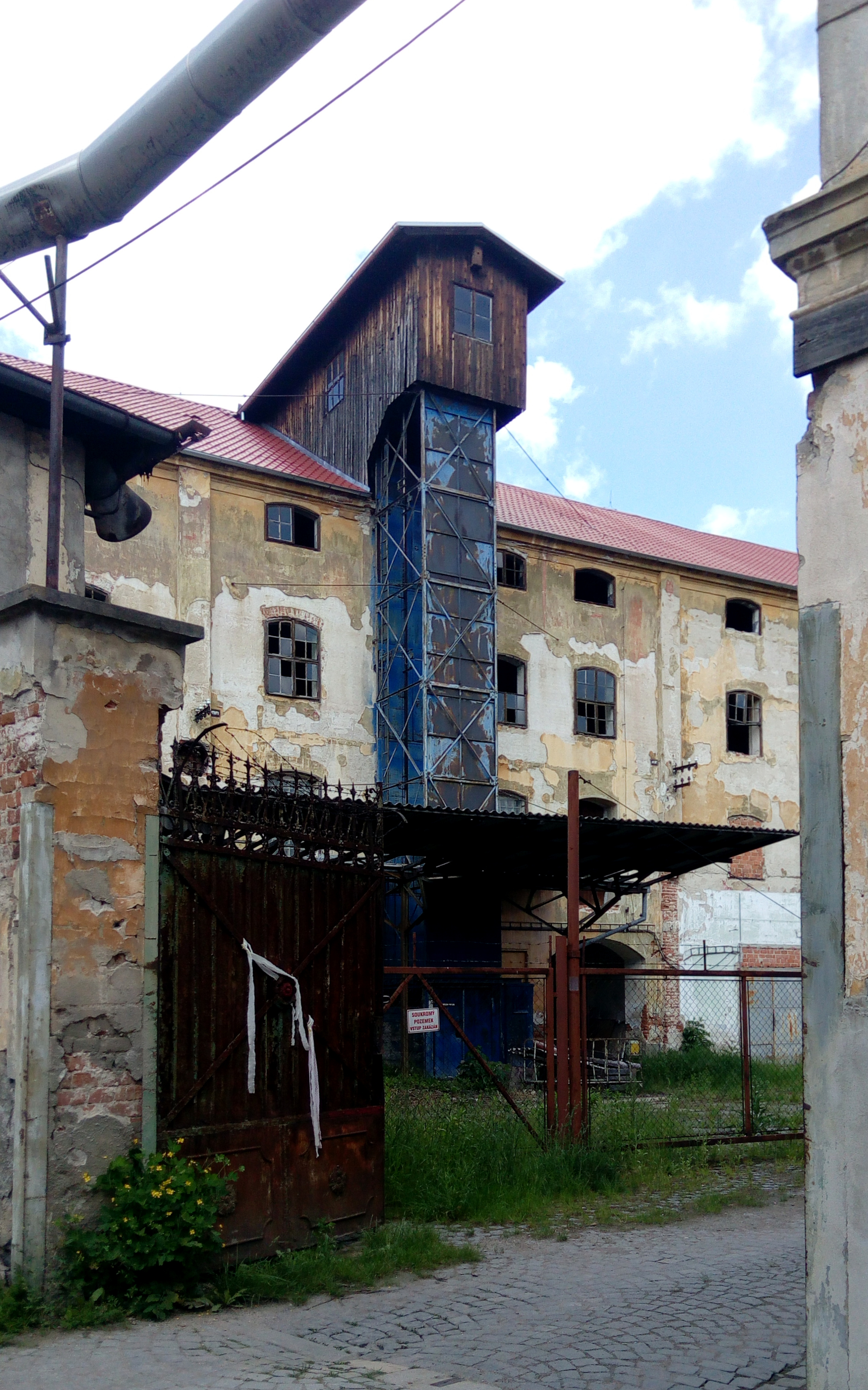
Budovy Fezko Strakonice, stav 2012

## Historie

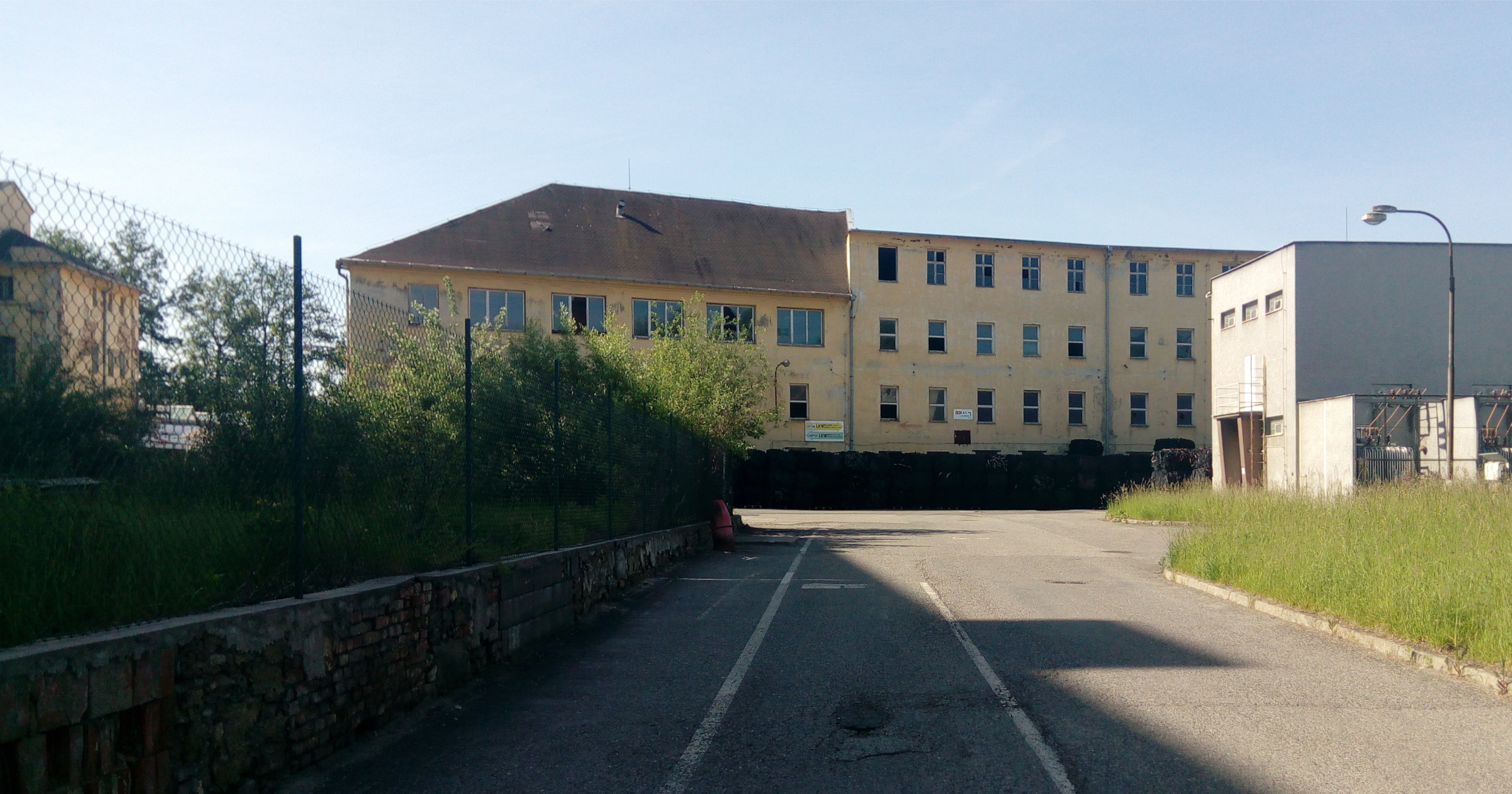
Budovy Fezko Strakonice, Na Dubovci 127, stav 2019

Historie textilní výroby ve Strakonicích je dlouhá více než 500 let. První fez byl ale vyroben až roku 1807 a v roce 1812 založili bratři Fürthovi firmu na výrobu čepic a fezů, která slavila úspěch, neboť odbyt stále vzrůstal.
Roku 1812 činilo roční produkci firmy 1,2 milionu fezů
1899 byla založena Akciová společnost rakouských továren na fezy se sídlem ve Vídni.
V roce 1920 vznikla Akciová společnost továren na fezy se sídlem ve Strakonicích, která vyráběla i vlněné látky, přikrývky, pletené zboží, barety, čapky.
V letech 1966–1973 probíhala výstavba nového závodu, úpravny vlny a výroba úpletů, bytových textilií a pokrývek hlavy.
Roku 1993 hlavní náplní výroby se staly textilie pro dopravní prostředky.
1993: vstup zahraničního vlastníka a orientace výrobního programu na textilie pro dopravní prostředky a na pokrývky hlavy, otevřeno nové návrhářské studio, uskutečnila se rozsáhlá restrukturalizace společnosti s cílem vytvoření dvou perspektivních závodů: výroba autotextilií a výroba pokrývek hlavy, vzniká FEZKO a.s.
V roce 2001 byla dokončena restrukturalizace firmy, provedl se nákup majoritního podílu Tonak a.s. a prodej závodu pokrývek hlavy do firmy Tonak a.s. – FEZKO a.s. se orientuje výhradně na výrobu textilií pro dopravní prostředky.
Roku 2005 Bylo založeno FEZKO Slovakia se sídlem v Žilině.
V současné době[kdy?] se v Adientu vyvíjejí autopotahy, které svítí, chladí, nebo měří tep.

## Společnosti

### FEZKO a.s.
28. 4. 1997 bylo Fezko privatizováno a majitelem se stala nizozemská firma Stark B.V., která vlastnila všechny akcie firmy. Vznikla tak STARK, a.s. Název byl 23.6.1999 změněn na FEZKO Česká republika a.s., ten ale vydržel pouhé 2 měsíce a 9 dní do 1.9.1999, kdy byl opět změněn na FEZKO a.s. Firma zanikla 24.10.2008 sloučením s MICHEL THIERRY GROUP.

### Adient Strakonice s.r.o.
Vznikla 24.10.2008, v ten den na společnost MICHEL THIERRY Central Europe, a.s. (od tohoto dne nově FEZKO THIERRY a.s.) přešlo jmění zrušené společnosti FEZKO a.s. 22.11.2010 získal americký koncern Johnson Controls skupinu MICHEL THIERRY a 1.12.2011 přejmenovává FEZKO THIERRY a.s. na JOHNSON CONTROLS FABRICS STRAKONICE a.s. Právní forma z akciové společnosti na společnost s ručením omezeným se změnila 1.10.2014. Automobilové divize společnosti Johnson Controls (i Fezko) se vyčlenily do americké společnosti Adient. JOHNSON CONTROLS FABRICS STRAKONICE s.r.o. se tak 4.10.2016 změnila na Adient Strakonice s.r.o.